# رقيقة بنت أبي صيفي
رُقَيْقَة بنت صيفي، وقيل: بنت أبي صَيفي بن هاشم بن عبد مناف الهاشمية، هي بنت عم العباس، وإخوته من بني عبد المطلب، وأم مخرمة بن نوفل. اختلف في إدراكها للبعثة، فقيل إنها أسلمت وهاجرت، وقيل: إنها لم تدرك البَعثة والدَّعوة.

## نسبها
هي رُقَيْقَة بنت صَيْفِيّ وقيل: بنت أَبِي صَيْفِيّ بن هاشم بن عبد مناف بن قصيّ، وأمّها هالة ويقال تماضر بنت كلدة بن عبد الدار بن قصيّ، وكانت عند نوفل بن أُهيب بن عبد مناف بن قصيّ بن زهرة بن كلاب فولدت له مخرمة وصفوان وأميّة. ويُذكر أيضًا أن لرقيقة ابنة اسمها «أُمَيْمَةُ». ورقيقة هي بنت عم العباس، وإخوته من بني عبد المطلب.

## رؤيا رقيقة في الجاهلية
ذكر نور الدين الهيثمي في «مجمع الزوائد ومنبع الفوائد»:

## الخلاف حول إدراكها البعثة
ذكرها ابن سعد في المسلمات المهاجرات، وذكرها الطَّبَرَانِيُّ، وَالمُسْتَغْفِرِيُّ في الصحابة، وقال أَبُو عُمَرَ: «وما أراها أدركت النبي صَلَّى الله عليه وسلم». وذكرها أبو سعيد فيمن أسلم من النّساء وبايع. وقال أبو نعيم: «لا أراها أدركت البَعثة والدَّعوة».
وذكر ابن سعد: «أَخْبَرَنَا مُحَمَّدُ بْنُ عُمَرَ. حَدَّثَنِي عَبْدُ اللَّهِ بْنُ جَعْفَرٍ عَنْ أُمِّ بَكْرِ بِنْتِ الْمِسْوَرِ بْنِ مَخْرَمَةَ عَنْ أَبِيهَا عَنْ مَخْرَمَةَ بْنِ نَوْفَلٍ عَنْ أُمِّهِ رُقَيْقَةَ بِنْتَ أَبِي صَيْفِيِّ بْنِ هَاشِمِ بْنِ عَبْدِ مَنَافٍ قَالَتْ: لَكَأَنِّي أَنْظُرُ إِلَى عَمِّي شَيْبَةَ. تَعْنِي عَبْدَ الْمُطَّلِبِ بْنِ هَاشِمِ بْنِ عَبْدِ مَنَافٍ. وَأَنَا يَوْمَئِذٍ جَارِيَةٌ يَوْمَ دَخَلَ بِهِ عَلَيْنَا الْمُطَّلِبُ بْنُ عَبْدِ مَنَافٍ فَكُنْتُ أَوَّلَ مَنْ سَبَقَ إِلَيْهِ فَالْتَزَمْتُهُ وَخَبَّرْتُ بِهِ أَهْلَنَا وَهِيَ يَوْمَئِذٍ أَسَنُّ مِنْ عَبْدِ الْمُطَّلِبِ. وَقَدْ أَدْرَكَتْ رَسُولَ اللَّهِ وَكَانَتْ مِنْ أَشَدِّ النَّاسِ عَلَى ابْنِهَا مَخْرَمَةَ. يَعْنِي قَبْلَ أَنْ يُسْلِمَ.».
وذكر ابن سعد أيضًا: «أَخْبَرَنَا مُحَمَّدُ بْنُ عُمَرَ. حَدَّثَنَا عَبْدُ اللَّهِ بْنُ جَعْفَرٍ عَنْ أُمِّ بَكْرٍ بنت الْمِسْوَرِ عَنْ أَبِيهَا أَنَّ رُقَيْقَةَ بِنْتَ أَبِي صَيْفِيِّ بْنِ هَاشِمِ بْنِ عَبْدِ مَنَافٍ وَهِيَ أُمُّ مَخْرَمَةَ بْنِ نَوْفَلٍ حَذَّرَتْ رَسُولِ اللَّهِ - صَلَّى اللَّهُ عَلَيْهِ وَسَلَّمَ - فَقَالَتْ: إِنَّ قُرَيْشًا قَدِ اجْتَمَعَتْ تُرِيدُ بَيَاتَكَ اللَّيْلَةَ. قَالَ الْمِسْوَرُ: فَتَحَوَّلَ رَسُولُ اللَّهِ عَنْ فِرَاشِهِ وَبَاتَ عَلَيْهِ عَلِيّ بْن أَبِي طَالِبٍ. رَضِيَ اللَّهُ عَنْهُ.».

## طالع أيضًا
- أميمة بنت رقيقة بنت أبي صيفي
- مخرمة بن نوفل

### فهرس المراجع
1. ↑  محمد بن سعد البغدادي (2001)، الطبقات الكبير، تحقيق: علي محمد عمر، القاهرة: مكتبة الخانجي، ج. 10، ص. 52، OCLC:1039204861، QID:Q116977468 – عبر المكتبة الشاملة
2. 1 2 3  ابن حجر العسقلاني (1995)، الإصابة في تمييز الصحابة، تحقيق: علي محمد معوض، عادل أحمد عبد الموجود (ط. 1)، بيروت: دار الكتب العلمية، ج. 8، ص. 136، OCLC:4770581745، QID:Q116752596 – عبر المكتبة الشاملة
3. 1 2 3  الطبقات الكبرى، ج8، ص112.
4. ↑  الاستيعاب، ج4، ص1838-1839.
5. ↑  أسد الغابة، ج7، ص26.
6. ↑  الإصابة، ج8، ص32.
7. ↑  مجمع الزوائد، ج8، ص219.

### معلومات المراجع
- البغدادي، محمد بن سعد؛ تحقيقُ: محمد عبد القادر عطا (1410 هـ - 1990 م). الطبقات الكبرى (ط. الأولى). بيروت: دار الكتب العلمية. مؤرشف من الأصل في 2021-02-27. {{استشهاد بكتاب}}: تحقق من التاريخ في: |تاريخ النشر= (مساعدة)
- ابن الأثير، أبو الحسن؛ تحقيقُ: علي محمد معوض - عادل أحمد عبد الموجود (1415هـ - 1994 م). أسد الغابة في معرفة الصحابة (ط. الأولى). دار الكتب العلمية. مؤرشف من الأصل في 2021-01-17. {{استشهاد بكتاب}}: تحقق من التاريخ في: |تاريخ النشر= (مساعدة)
- العسقلاني، ابن حجر؛ تحقيقُ: عادل أحمد عبد الموجود وعلى محمد معوض (1415 هـ). الإصابة في تمييز الصحابة (ط. الأولى). بيروت: دار الكتب العلمية. مؤرشف من الأصل في 2021-01-23. {{استشهاد بكتاب}}: تحقق من التاريخ في: |تاريخ النشر= (مساعدة)
- الهيثمي، نور الدين؛ تحقيقُ: حسام الدين القدسي (1414 هـ، 1994 م). مجمع الزوائد ومنبع الفوائد. القاهرة: مكتبة القدسي. مؤرشف من الأصل في 2021-05-23. {{استشهاد بكتاب}}: تحقق من التاريخ في: |تاريخ النشر= (مساعدة)
- ابن عبد البر؛ تحقيقُ: علي محمد البجاوي (1412 هـ - 1992 م). الاستيعاب في معرفة الأصحاب (ط. الأولى). بيروت: دار الجيل. مؤرشف من الأصل في 2021-02-28. {{استشهاد بكتاب}}: تحقق من التاريخ في: |تاريخ النشر= (مساعدة)